# Simon Desthieux
Simon Desthieux (* 3. Dezember 1991 in Belley) ist ein ehemaliger französischer Biathlet. Seine größten Erfolge sind der Olympiasieg 2018 mit der Mixed-Staffel und der Staffel-Weltmeistertitel 2020. Während seiner aktiven Zeit im Weltcup zwischen 2012 und seinem Karriereende 2022 feierte Desthieux zwölf Weltcupsiege, darunter zwei Einzelerfolge. Von 2017/18 bis 2021/22 zählte er fünfmal in Serie zu den ersten zehn Athleten in der Gesamtweltcupwertung.

## Werdegang

### Anfänge und Erfolge bei den Junioren (bis 2012)
Simon Desthieux wuchs als mittlerer von drei Brüdern im Département Ain in der Nähe des Jura-Gebirges auf. Alle drei nahmen das Biathlon-Training auf: Simons älterer Bruder Baptiste startete selbst im IBU-Cup und betreute dort zwischenzeitlich das französische Frauenteam, auch der jüngste Bruder Étienne verfolgte anfangs das Ziel, gemeinsam mit Simon im Weltcup an den Start zu gehen – nach dem Vorbild der Brüder Fourcade. Desthieux’ Vater war bis 2017 Präsident des SC Lompnes, des Heimat-Ski-Clubs der Familie, und bezeichnete Simon später als „besten Botschafter“ des Vereins.
Ab 2006 startete Desthieux bei französischen Biathlon-Jugendwettkämpfen. Sein internationales Debüt gab er im Alter von 18 Jahren bei den Jugendweltmeisterschaften 2010 in Torsby. Dort gewann er mit Antonin Guigonnat und Florent Claude – späteren Teamkollegen im französischen Nationalkader – die Silbermedaille im Staffelrennen. Ein Jahr später startete er erfolgreich bei der Junioren-WM in Nové Město na Moravě und holte neben mehreren Top-Ten-Platzierungen den Titel im Einzel vor Benedikt Doll. Mit wachsendem Erfolg bestritt der Franzose zudem Rennen im IBU-Cup, der zweithöchsten internationalen Wettkampfklasse: 2011 erreichte er dort beim Sprint in Annecy sein erstes Ergebnis unter den besten Zehn und bestätigte dieses Resultat im folgenden Winter mehrmals. Zudem gewann er bei seinen zweiten Welttitelkämpfen im Juniorenbereich eine weitere Bronzemedaille, dieses Mal im Sprint.

### Goldmedaillen mit der französischen Staffel und Podiumsplätze im Weltcup (ab 2012)
Mit Beginn der Saison 2012/2013 gehörte Desthieux dem französischen Weltcup-Kader an. Im vierten Rennen seiner Debütsaison gewann er als 37. des Sprints von Hochfilzen erste Weltcuppunkte. Am Ende des Winters standen acht Platzierungen unter den besten 40 mit einem 19. Rang als bestem Einzelergebnis und zwei Staffeleinsätzen, darunter einem fünften Platz. Über die folgenden Winter etablierte er sich im französischen Nationalteam, in dem Martin Fourcade als Seriensieger im Gesamtweltcup die führende Position einnahm und im Zentrum der öffentlichen Aufmerksamkeit stand. Dahinter gehörte Desthieux – unter anderem gemeinsam mit dem wenige Monate jüngeren Quentin Fillon Maillet – zum Kern einer immer stärker werdenden verjüngten Mannschaft: Im Dezember 2014 stand er in Hochfilzen mit der Staffel erstmals auf dem Weltcuppodest, zwei Jahre später feierte er auf der Pokljuka gemeinsam mit Fourcade, Fillon Maillet und Jean-Guillaume Béatrix seinen ersten Weltcupsieg. In der gleichen Besetzung gewann die Staffel im Februar 2017 die Silbermedaille bei der Weltmeisterschaft. Bei den olympischen Wettkämpfen 2018 in Pyeongchang gewannen Desthieux, Fourcade, Marie Dorin-Habert und Anaïs Bescond die Mixed-Staffel, Desthieux wurde somit zu einem von sechs französischen Olympiasiegern des Jahres. Vier Jahre später bei den Olympischen Winterspielen 2022 in Peking lief er mit der Männerstaffel zu einer zweiten olympischen Medaille: Das französische Quartett, in dem Desthieux neben Fabien Claude, Émilien Jacquelin und Quentin Fillon Maillet an dritter Position lief, gewann die Silbermedaille hinter Norwegen.

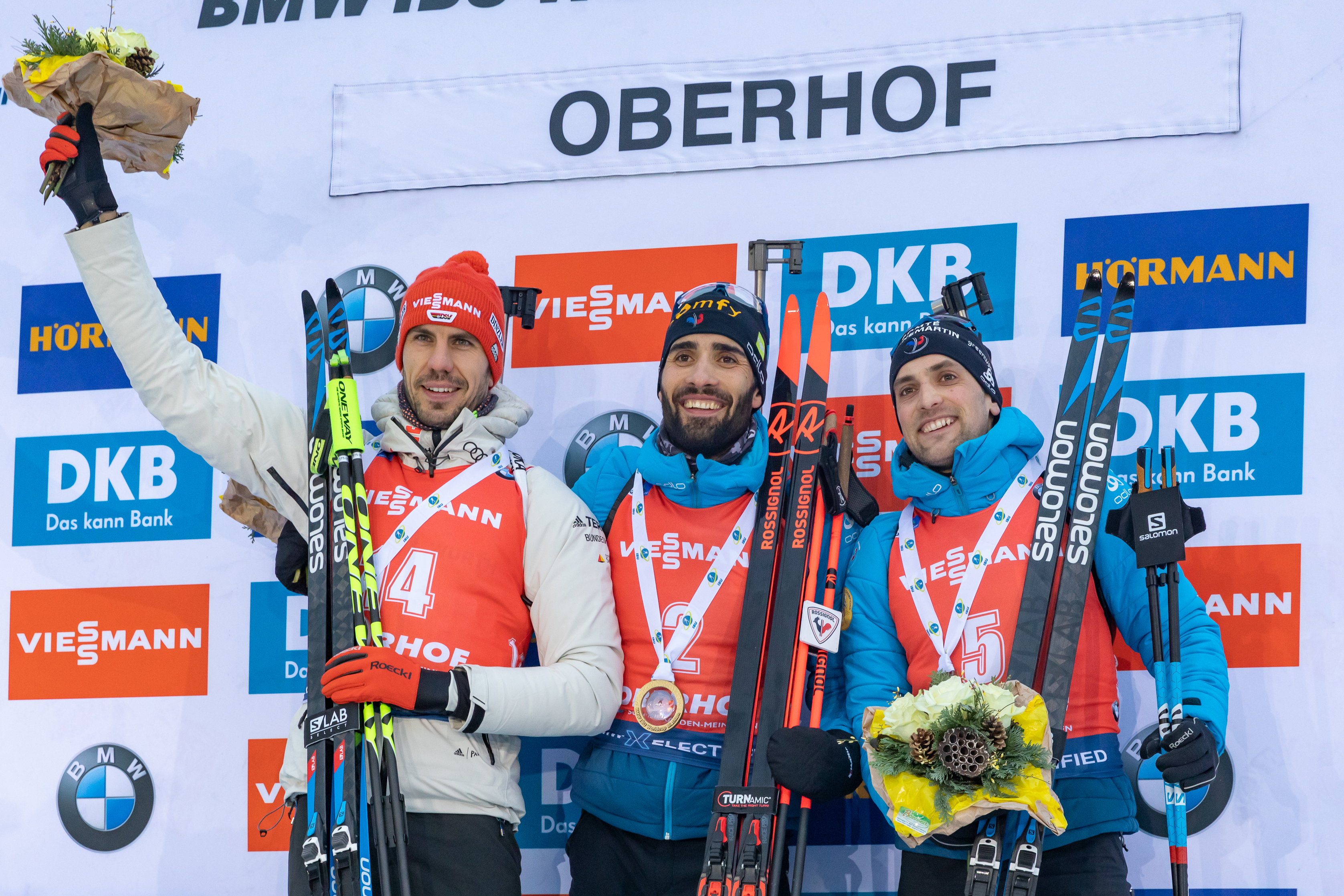
Desthieux (rechts) neben Arnd Peiffer und Martin Fourcade bei der Siegerehrung zum Sprintrennen, 2020 in Oberhof

Im Vergleich zu den Auftritten mit der Staffel gelangen Desthieux in den Einzelweltcups bis Ende der 2010er-Jahre kleinere Erfolge: Zwar hatte er bereits am Ende seiner zweiten Saison in der höchsten Wettkampfklasse, beim Massenstart von Oslo im März 2014, einen vierten Rang belegt – dieses Resultat blieb jedoch über vier Jahre sein bestes Karriereergebnis. Erst 2018 stand der mittlerweile 26-Jährige in Tjumen als Sprintzweiter erstmals auf dem Weltcup-Podest eines Einzelrennens und erreichte am Saisonende im Gesamtweltcup als Achter ein Top-Ten-Ergebnis. Dennoch sah sich Desthieux noch im Winter 2018/19 „eher als Außenseiter mit Potenzial und nicht als möglicher Sieger“. In ebendieser Saison zeigte Martin Fourcade, nach zuvor sieben Gesamtweltcupsiegen in Folge, größere Schwächen und wurde Zwölfter in der Wertung. Desthieux platzierte sich mit insgesamt konstanteren Leistungen – 17 Top-Ten-Ergebnissen bei 25 Auftritten, darunter zwei weitere Podiumsergebnisse – als Vierter vor Fourcade, aber einen Rang hinter Fillon Maillet, der in diesem Winter seine ersten Weltcupsiege feierte. Die Konstanz behielt Desthieux auch 2019/20 als Sechster des Gesamtweltcups bei – dieses Mal aber lediglich als viertbester Franzose, hinter dem wiedererstarkten Fourcade, Fillon Maillet und dem jüngeren Émilien Jacquelin. Diese vier Athleten gewannen bei den Weltmeisterschaften 2020 in Antholz die Staffel-Goldmedaille.
Im Winter 2020/21 gewann Desthieux nach einem zunächst durchwachsenen Start in die Weltcupsaison (ohne Top-Ten-Ergebnis in Einzelrennen bis in den Januar) bei den Weltmeisterschaften auf der Pokljuka die Silbermedaille im Sprint hinter Martin Ponsiluoma. Bei den letzten Weltcupstationen im März 2021 entschied er zudem einen Sprint in Nové Město und den Massenstart in Östersund für sich. Am Ende der Saison 2021/22 – in der er als Siebter des Gesamtweltcups zum fünften Mal in Serie zu den zehn besten Athleten der Welt gehörte und zeitweise das Gelbe Trikot des Weltcupführenden getragen hatte – erklärte Desthieux seinen Rücktritt vom Leistungssport. In einem Interview mit dem zum Dauphiné libéré gehörenden Magazin Ski Chrono nannte er als Gründe, dass ihn die Meisterschaften nach den Olympischen Winterspielen weniger motivierten und dass sein Leistungsniveau in seinen Augen stagniere. Er wolle mehr Zeit mit seiner Familie verbringen: seiner Partnerin und früheren Teamkollegin Célia Aymonier und dem 2021 geborenen gemeinsamen Sohn. Aymonier und Desthieux heirateten im Mai 2023 und eröffneten Anfang 2024 gemeinsam ein Restaurant in Verrières-de-Joux.

## Statistiken

### Weltcupsiege
| Nr. | Datum         | Ort        | Disziplin   |
| --- | ------------- | ---------- | ----------- |
| 1.  | 6. März 2021  | Nové Město | Sprint      |
| 2.  | 21. März 2021 | Östersund  | Massenstart |

| Nr. | Datum         | Ort          | Disziplin       |
| --- | ------------- | ------------ | --------------- |
| 1.  | 11. Dez. 2016 | Pokljuka     | Staffel 1       |
| 2.  | 5. März 2017  | Pyeongchang  | Staffel 2       |
| 3.  | 12. März 2017 | Kontiolahti  | Mixed-Staffel 3 |
| 4.  | 2. Dez. 2018  | Pokljuka     | Mixed-Staffel 4 |
| 5.  | 17. Feb. 2019 | Midway       | Mixed-Staffel 5 |
| 6.  | 18. Jan. 2020 | Ruhpolding   | Staffel 6       |
| 7.  | 25. Jan. 2020 | Pokljuka     | Mixed-Staffel 7 |
| 8.  | 22. Feb. 2020 | Antholz (WM) | Staffel 6       |
| 9.  | 15. Jan. 2021 | Oberhof      | Staffel 8       |
| 10. | 23. Jan. 2021 | Antholz      | Staffel 9       |

### Weltcupplatzierungen

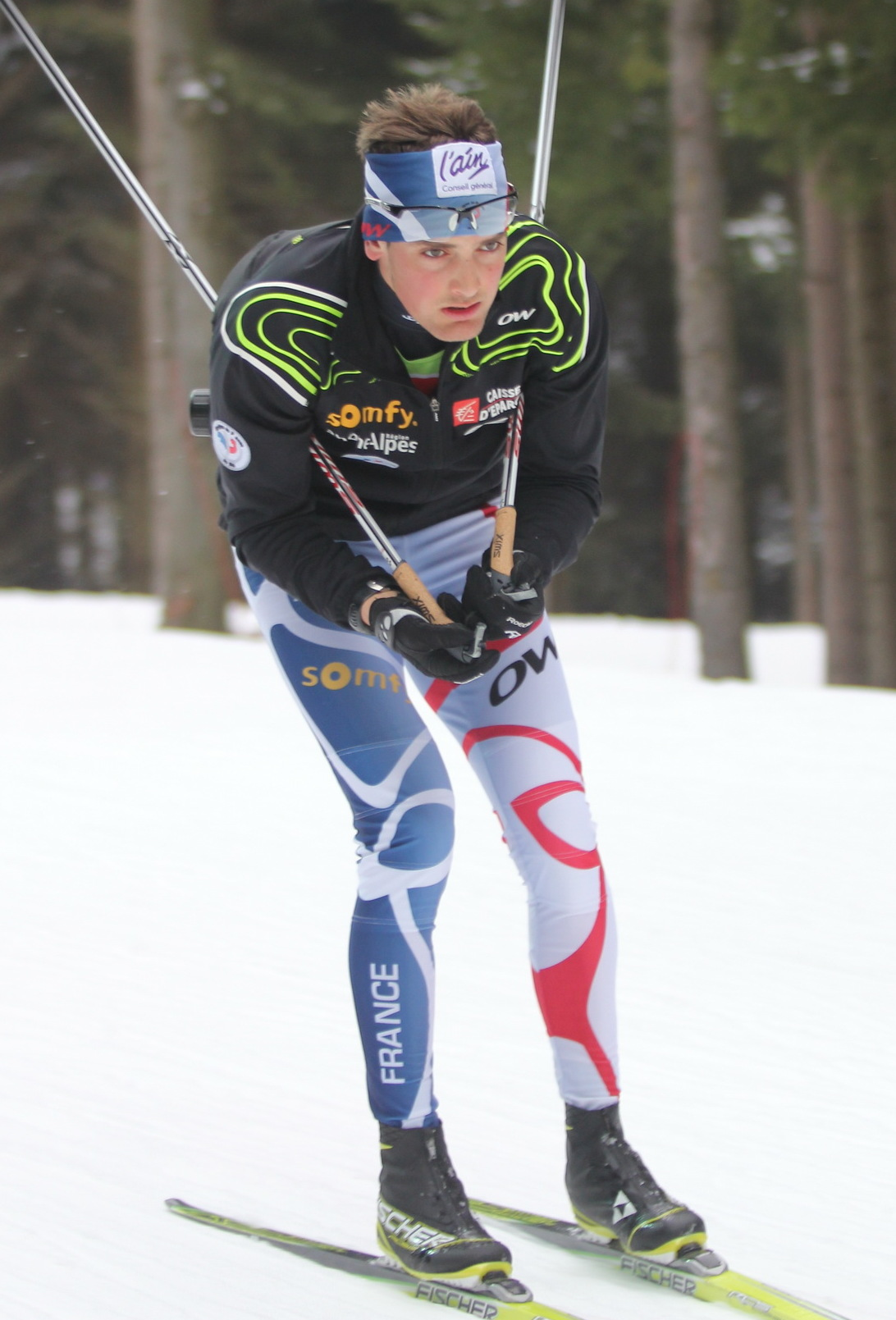
Desthieux bei den Weltmeisterschaften 2013 in Nové Město

Die Tabelle zeigt alle Platzierungen (je nach Austragungsjahr einschließlich Olympische Spiele und Weltmeisterschaften).
- 1.–3. Platz: Anzahl der Podiumsplatzierungen
- Top 10: Anzahl der Platzierungen unter den ersten zehn (einschließlich Podium)
- Punkteränge: Anzahl der Platzierungen innerhalb der Punkteränge (einschließlich Podium und Top 10)
- Starts: Anzahl gelaufener Rennen in der jeweiligen Disziplin
- Staffel: inklusive Mixed- und Single-Mixed-Staffeln

| Platzierung         | Einzel | Sprint | Verfolgung | Massenstart | Staffel | Gesamt |
| ------------------- | ------ | ------ | ---------- | ----------- | ------- | ------ |
| 1. Platz            |        | 1      |            | 1           | 10      | 12     |
| 2. Platz            | 1      | 4      |            |             | 9       | 14     |
| 3. Platz            | 1      |        | 2          | 1           | 8       | 12     |
| Top 10              | 4      | 27     | 19         | 14          | 51      | 115    |
| Punkteränge         | 18     | 72     | 63         | 36          | 53      | 242    |
| Starts              | 25     | 87     | 67         | 36          | 53      | 268    |
| Stand: Karriereende |        |        |            |             |         |        |

### Weltcupwertungen
Ergebnisse bei Biathlon-Weltcups (Disziplinen- und Gesamtweltcup) gemäß Punktesystem:
| Saison  | Einzel | Einzel | Sprint | Sprint | Verfolgung | Verfolgung | Massenstart | Massenstart | Gesamt | Gesamt |
| Saison  | Platz  | Punkte | Platz  | Punkte | Platz      | Punkte     | Platz       | Punkte      | Platz  | Punkte |
| ------- | ------ | ------ | ------ | ------ | ---------- | ---------- | ----------- | ----------- | ------ | ------ |
| 2012/13 | –      | –      | 47.    | 69     | 55.        | 26         | –           | –           | 55.    | 95     |
| 2013/14 | 18.    | 42     | 21.    | 139    | 25.        | 124        | 5.          | 102         | 19.    | 407    |
| 2014/15 | 65.    | 2      | 51.    | 48     | 43.        | 44         | –           | –           | 56.    | 94     |
| 2015/16 | 26.    | 39     | 21.    | 151    | 20.        | 130        | 10.         | 129         | 16.    | 449    |
| 2016/17 | 42.    | 23     | 19.    | 147    | 23.        | 152        | 27.         | 74          | 25.    | 396    |
| 2017/18 | 10.    | 50     | 6.     | 223    | 10.        | 177        | 11.         | 134         | 8.     | 579    |
| 2018/19 | 6.     | 87     | 3.     | 338    | 4.         | 271        | 6.          | 163         | 4.     | 831    |
| 2019/20 | 11.    | 74     | 5.     | 284    | 7.         | 171        | 9.          | 163         | 6.     | 672    |
| 2020/21 | 22.    | 46     | 8.     | 269    | 9.         | 211        | 11.         | 138         | 9.     | 725    |
| 2021/22 | 3.     | 86     | 10.    | 214    | 6.         | 201        | 11.         | 103         | 7.     | 590    |

### Olympische Winterspiele
Ergebnisse bei Olympischen Winterspielen:
|                                             | Einzelwettbewerbe | Einzelwettbewerbe | Einzelwettbewerbe | Einzelwettbewerbe | Staffelwettbewerbe | Staffelwettbewerbe |
| Einzel                                      | Sprint            | Verfolgung        | Massenstart       | Männerstaffel     | Mixedstaffel       |                    |
| ------------------------------------------- | ----------------- | ----------------- | ----------------- | ----------------- | ------------------ | ------------------ |
| Olympische Winterspiele 2014 \| Sotschi     | –                 | 44.               | 20.               | –                 | 7.                 | –                  |
| Olympische Winterspiele 2018 \| Pyeongchang | 27.               | 12.               | 7.                | 22.               | 5.                 | 1.                 |
| Olympische Winterspiele 2022 \| Peking      | 17.               | 24.               | 7.                | 16.               | 2.                 | –                  |

### Weltmeisterschaften

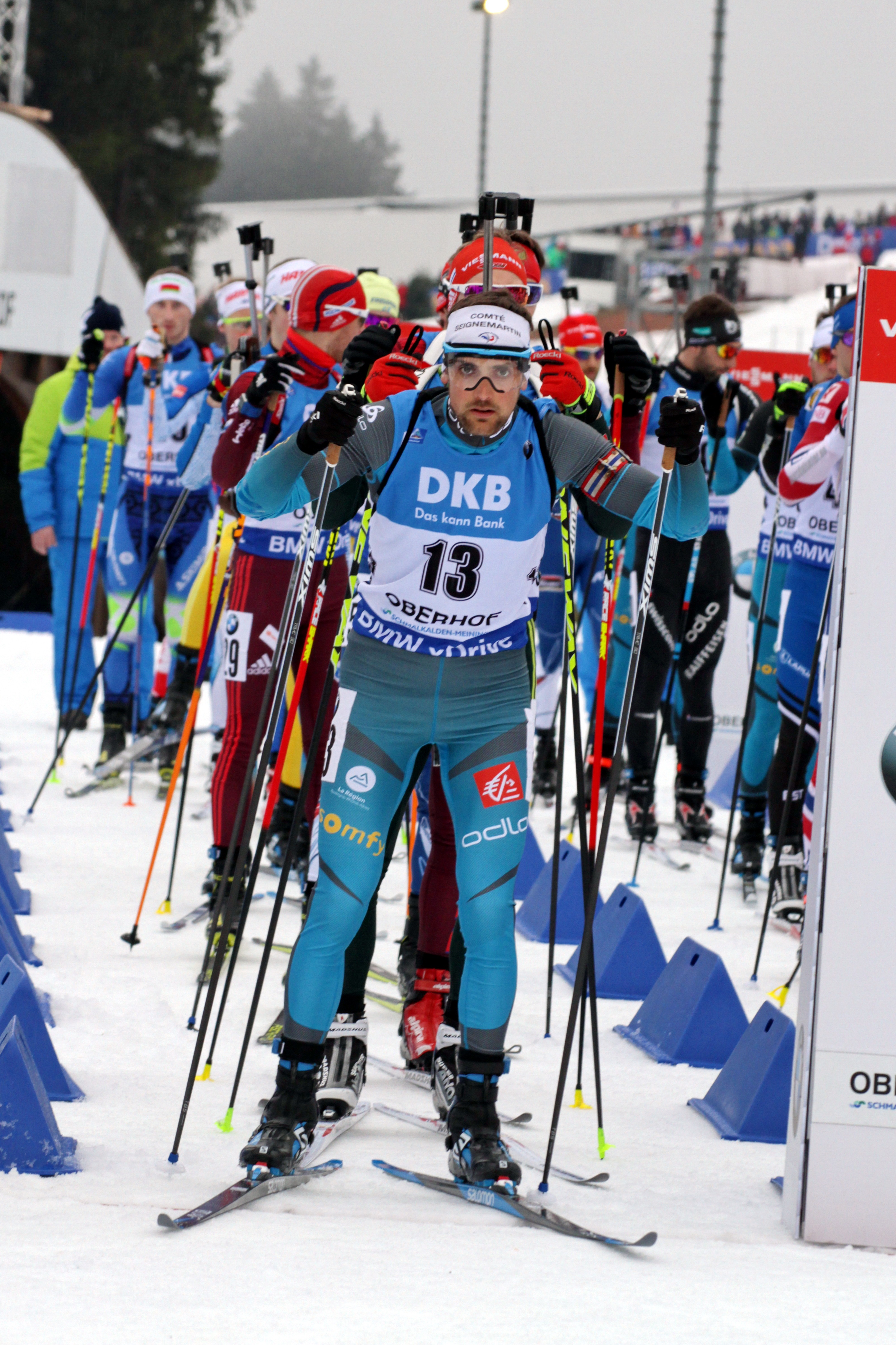
Desthieux beim Start des Verfolgungswettkampfes, 2018 in Oberhof

Ergebnisse bei Weltmeisterschaften:
| Weltmeisterschaften | Weltmeisterschaften | Einzelwettbewerbe | Einzelwettbewerbe | Einzelwettbewerbe | Einzelwettbewerbe | Staffelwettbewerbe | Staffelwettbewerbe | Staffelwettbewerbe |
| Jahr                | Ort                 | Einzel            | Sprint            | Verfolgung        | Massenstart       | Männerstaffel      | Mixedstaffel       | S.-M.-Staffel      |
| ------------------- | ------------------- | ----------------- | ----------------- | ----------------- | ----------------- | ------------------ | ------------------ | ------------------ |
| 2013                | Nové Město          | –                 | 66.               | –                 | –                 | –                  | –                  | nicht ausgetragen  |
| 2015                | Kontiolahti         | 49.               | –                 | –                 | –                 | –                  | –                  | nicht ausgetragen  |
| 2016                | Oslo                | 28.               | 12.               | 6.                | 24.               | 9.                 | –                  | nicht ausgetragen  |
| 2017                | Hochfilzen          | 51.               | 34.               | 27.               | –                 | 2.                 | –                  | nicht ausgetragen  |
| 2019                | Östersund           | 6.                | 5.                | 32.               | 11.               | 6.                 | 8.                 | –                  |
| 2020                | Antholz             | 59.               | 18.               | 8.                | 5.                | 1.                 | –                  | –                  |
| 2021                | Pokljuka            | 27.               | 2.                | 5.                | 13.               | 4.                 | –                  | –                  |

### Jugend-/Juniorenweltmeisterschaften
Desthieux nahm 2010 an den Jugend- und ab 2011 an den Juniorenwettkämpfen teil.
| Weltmeisterschaften | Weltmeisterschaften | Einzelwettbewerbe | Einzelwettbewerbe | Einzelwettbewerbe | Männerstaffel |
| Jahr                | Ort                 | Einzel            | Sprint            | Verfolgung        | Männerstaffel |
| ------------------- | ------------------- | ----------------- | ----------------- | ----------------- | ------------- |
| 2010                | Torsby              | 15.               | 42.               | 15.               | 2.            |
| 2011                | Nové Město          | 1.                | 7.                | 5.                | 5.            |
| 2012                | Kontiolahti         | 9.                | 3.                | 9.                | 3.            |